# Lindau
Lindau am Bodensee es una ciudad alemana de 24 487 habitantes, en el estado de Baviera. La parte antigua se encuentra enclavada en una isla sobre la costa noroeste del lago de Constanza (en alemán Bodensee), unida a tierra firme por un viaducto y un puente, donde se halla la ciudad nueva.
Fue hasta 1803 ciudad imperial libre, para pasar posteriormente a ser anexionada a Baviera.

## Historia

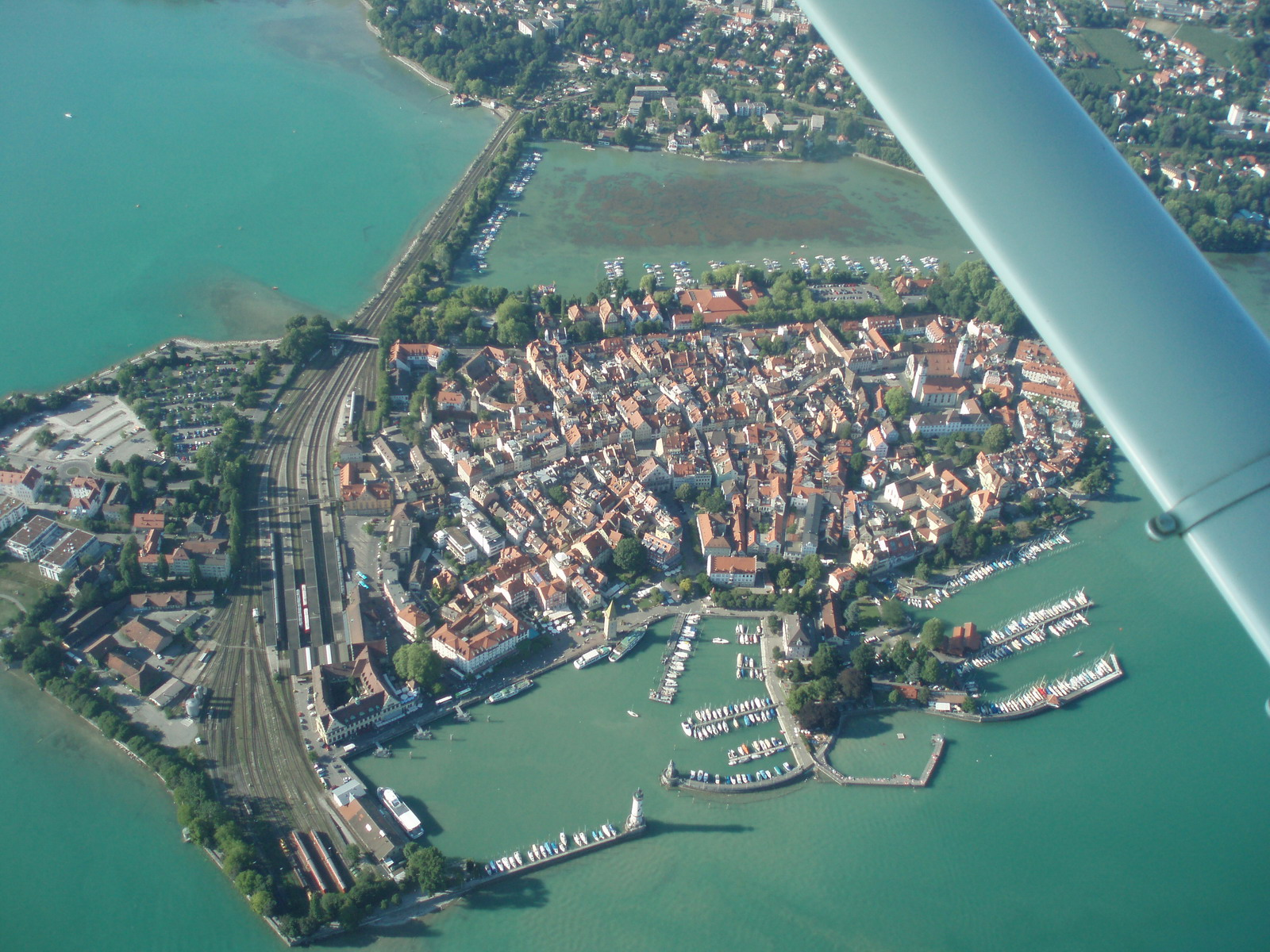
Vista aérea de Lindau.

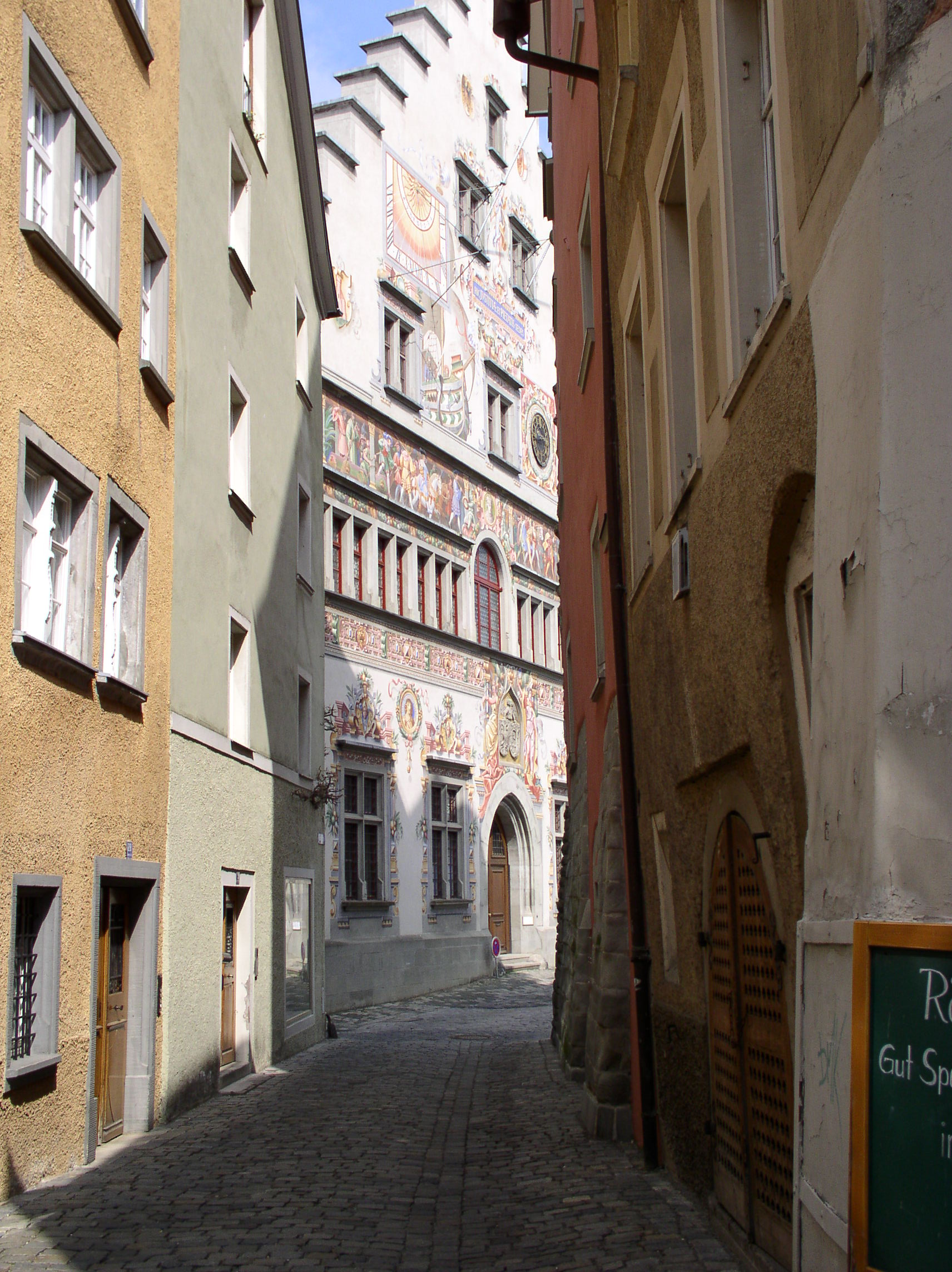
Calle de Lindau.

El barrio Aeschach (en tierra firme) muestra trazos de colonización romana del siglo I, aunque Lindau no aparece mencionada por primera vez hasta 882 en un documento del monasterio de Sankt Gall.
El edificio más antiguo en la isla Lindau se llama Heidenmauer, un muro de fortificación colosal, cuyo uso es aún dudoso. Debido a una antigua inscripción, se supone que fue construido por los romanos o los longobardos; de ahí su nombre popular "muro de los paganos". Obras más recientes mostraban un origen medieval después del siglo VIII.
Alrededor de 1180 se construyó la iglesia de San Esteban, mientras que en 1224 los franciscanos fundaron un monasterio en la isla. 
Tras la Reforma, Lindau se convertiría en 1528 al protestantismo. La ciudad representaba en 1529 la minoría protestante en el Dieta imperial de Espira. Los habitantes se unieron a la Tetrapolitana (fórmula del credo de Bucer) que intentaba forzar la extinción de la fe reformada.
En la guerra de los Treinta Años Lindau fue atacado entre 1646 y 1647 por los suecos. Bajo las órdenes del barón Max Willibald de Waldburg-Wolfegg, comandante del ejército imperial, los ciudadanos derrotaron a los suecos al destruir las armas de asedio en una incursión de madrugada. Hoy en día los restos de esta lucha están enterrados en la isla. Tras esta guerra se festeja en 1655 la primera fiesta para los niños inaugurada por Valentin Heider, para dar esperanza a la juventud.
Cada año, en todas las escuelas, los cánones anuncian en la mañana la fiesta. A los alumnos se les da un pastel tradicional llamado Butschelle. Después de un desfile, el alcalde pronuncia un discurso frente a los jóvenes en la plaza del ayuntamiento, terminando con la exclamación "Lindau", contestada por la gente con "Hoch" (Viva). Por la tarde se celebra una fiesta folclórica.
Tras la ocupación por Napoleón Bonaparte, Lindau perdió en 1802 sus privilegios imperiales. El barón August de Bretzenheim cedió en 1804 la ciudad y el monasterio a Austria. 1806 Austria los donó  ambos al rey de Baviera.
En 1853 se construyó el ferrocarril entre la isla y la tierra firme. En 1856 el único puerto de Baviera se construyó en esta ciudad, con la estatua del famoso león en el muelle, el animal heráldico de Baviera.
En 1922 bajo el mandato del alcalde Ludwig Siebert, los siguientes pueblos fueron incorporados al municipio de Lindau (Aeschach, Hoyren y Reutin). Ludwig Siebert, miembro del Partido Nacionalsocialista Alemán de los Trabajadores, fue nombrado Gauleiter (Líder de región) de Baviera en 1933.
Durante la Segunda Guerra Mundial, tropas francesas ocuparon Lindau el 30 de abril de 1945 sin resistencia alguna. 
La ciudad y el distrito fueron separadas de Baviera y convertidas en una zona de derecho extraordinario en la zona de ocupación francesa. En 1946, el gobierno del distrito de Lindau era independiente tanro de Baviera como de Baden-Wurtemberg. Durante casi diez años Lindau sirvió para conectar la zona de ocupación francesa en Alemania con la misma en Austria. El 1 de septiembre de 1955 Lindau fue reubicada en el estado federado de Baviera.

## Lugares y eventos de interés
Gracias a su privilegiada posición y clima suave atrae a gran número de visitantes. Posee un puerto a cuya entrada destacan el faro y una estatua del León de Baviera. 
Esta ciudad jardín cuenta con un centro medieval y un bello Ayuntamiento. Otros lugares de interés son la casa Cavazzen (museo de arte) y la iglesia San Pedro (con frescos de Holbein).
Gracias a las Lindau Nobel Laureate Meetings (reuniones entre científicos laureados con premio Nobel y jóvenes investigadores) y las semanas de la psicoterapia, Lindau se convierte dos veces al año en un centro de las ciencias aunque no cuente con una universidad.

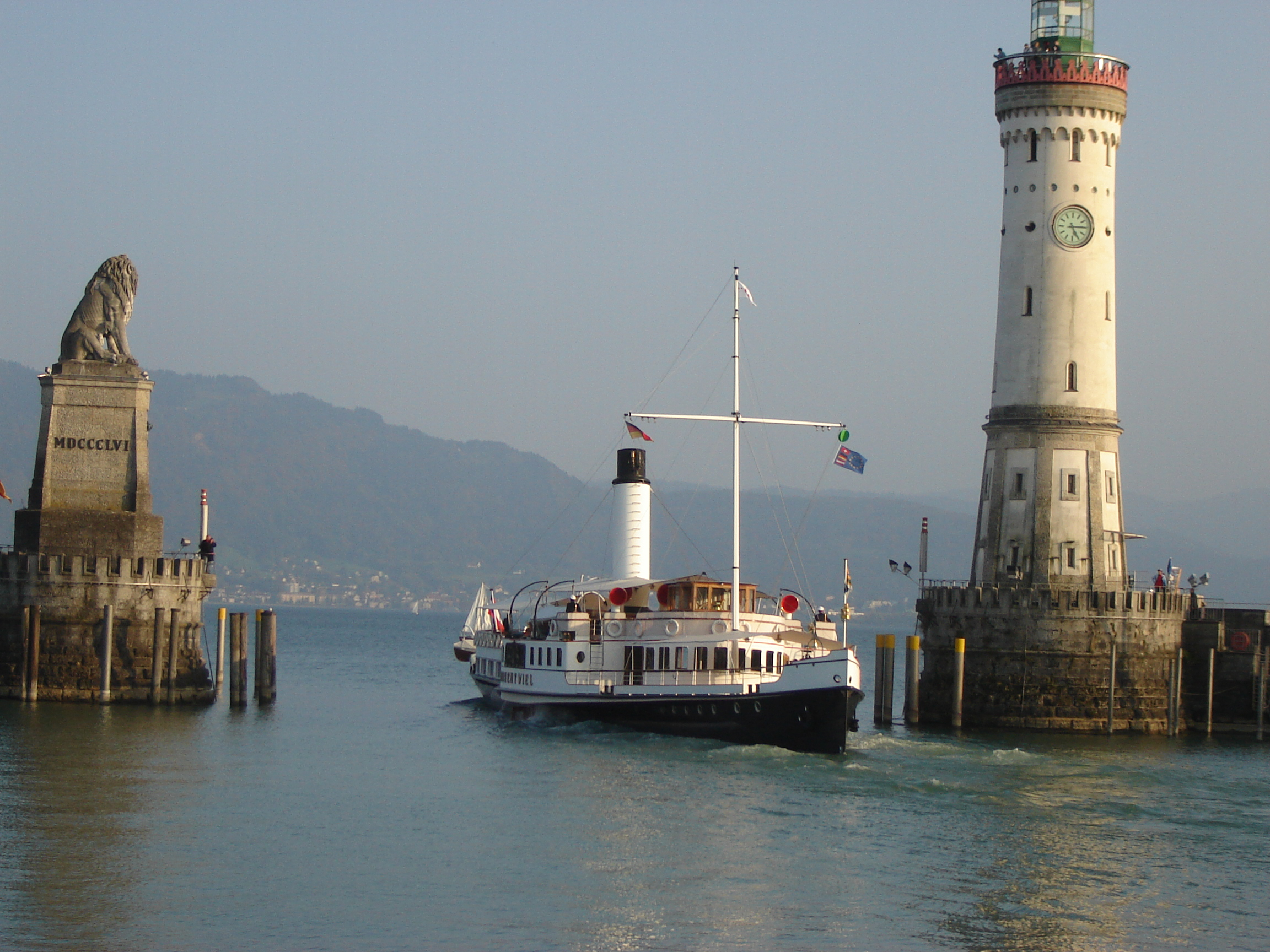
El faro y el león en el puerto de Lindau.

## Transporte
El ferrocarril la une con Bregenz, Friedrichshafen, Memmingen, Múnich, Sankt Gall, Ulm, Zúrich (la ciudad y el aeropuerto).
La autopista A96 la conecta con Múnich, la A14 con Bregenz e Innsbruck.
Todo el año navegan barcos hasta Constanza y entre abril y octubre circulan barcos hacia Bregenz, Constanza y Meersburg.
Además hay autobuses hacia Bregenz y al aeropuerto de Friedrichshafen.
En la región existen varias vías de ciclismo, sobre todos el circuito que rodea el lago entero.